# بارالا

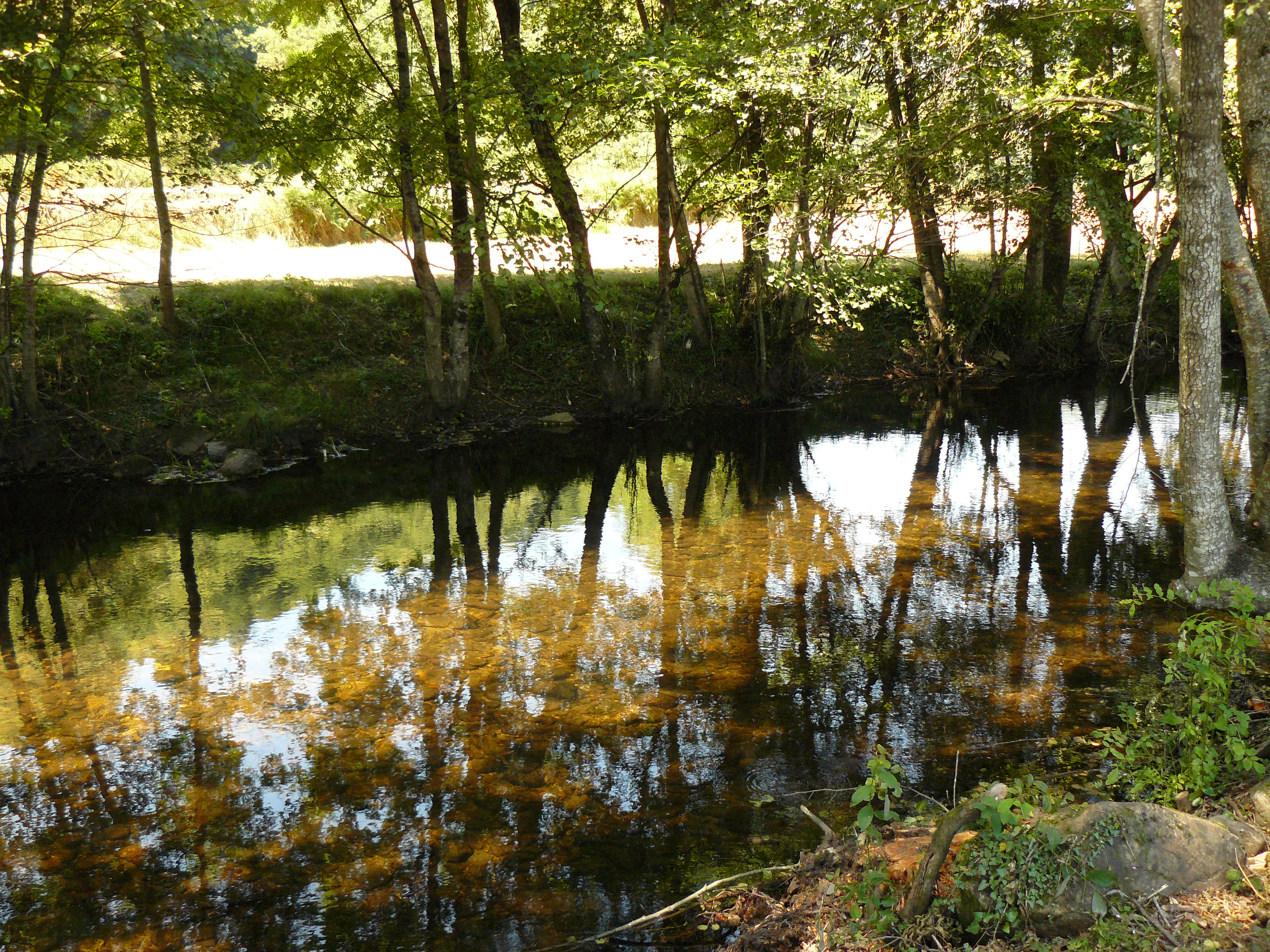
نمایی از رود نیرا در شهرستان بارالا، اسپانیا - ۲۰۰۸

بارالا (انگلیسی: Baralla) یک شهرستان در اسپانیا است. این شهر به شهر لوگو تعلق دارد و ۳۲ روستا را پوشش می‌دهد. تا اواخر دهه ۱۹۷۰، آن را Neira Jusa می‌نامیدند.